# Cheerleading

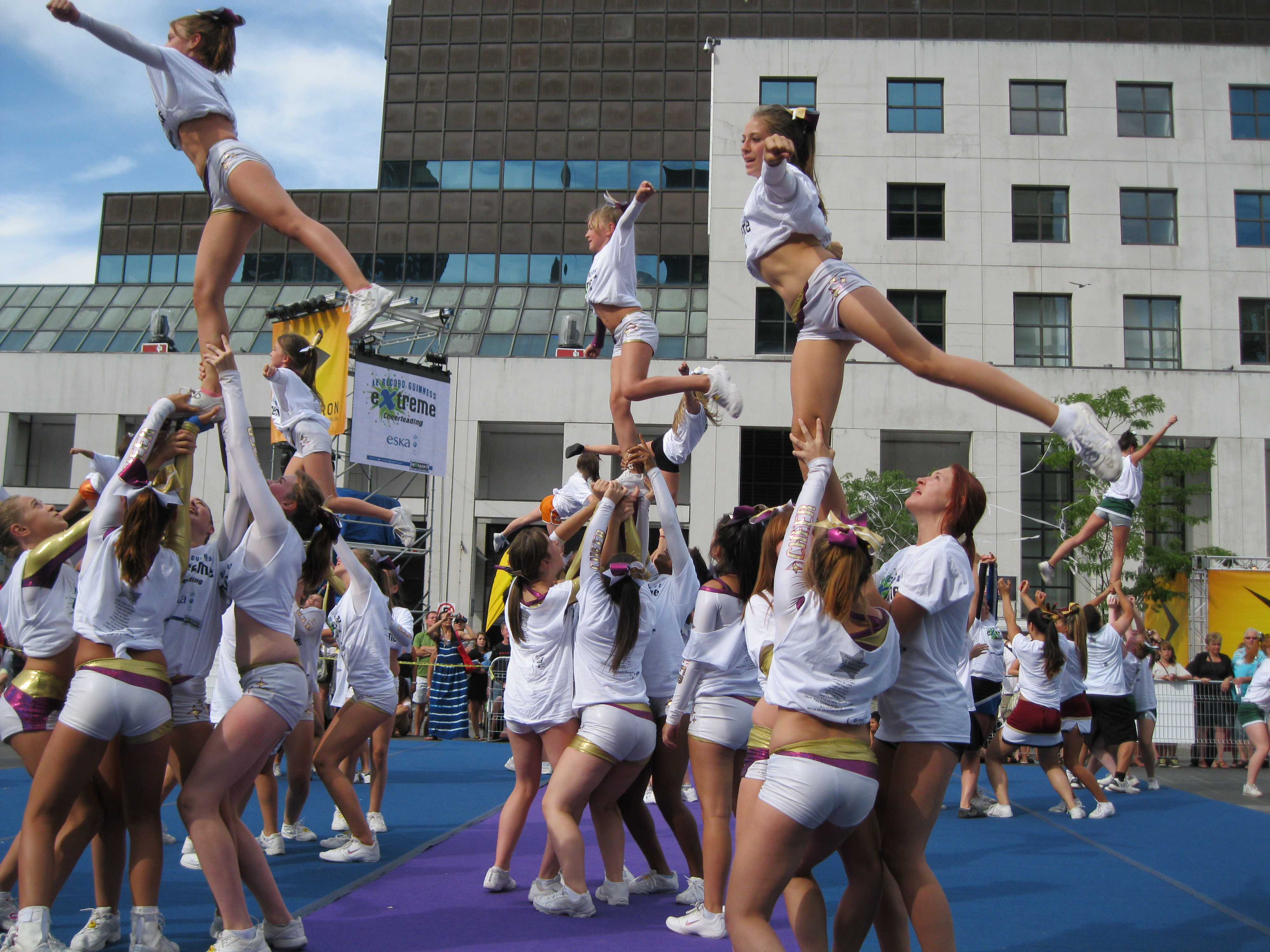
Cheerleaders à Montréal.

Le cheerleading, ou la claque en français québécois, est une activité au cours de laquelle les participants, appelés « cheerleaders » (« meneurs/meneuses de claque » en français québécois), encouragent l'équipe sportive qu'ils soutiennent par différentes interventions allant du simple slogan à une chorégraphie très physique.
Les cheerleaders prennent également part à diverses compétitions dont les épreuves durent généralement de une à trois minutes et se déroulent dans cinq disciplines : les chants (scands ou cheers (en)), les acrobaties ou éléments gymniques (tumbling), les sauts (jumps (en)), les portés (stunts (en)) et la danse. Reconnu actuellement comme un sport, il nécessite beaucoup de préparation physique et mentale.
Le cheerleading est originaire des États-Unis, où il s'est développé principalement et compte en 2021 quelque 3,47 millions de participants
.
Il s'est fait connaitre dans le monde lors de la diffusion en 1997 du concours international de cheerleading par la chaîne télévisée ESPN et lors de la sortie mondiale en 2000 du film  Bring It On. On estime à présent le nombre de participants hors États-Unis à environ 100 000 personnes réparties principalement dans onze pays : Australie, Canada, Chine, Colombie, Finlande, France, Allemagne, Japon, Pays-Bas, Nouvelle-Zélande et Royaume-Uni.

## Histoire
Le cheerleading apparaît à la fin du XIXe siècle dans les universités pour hommes du nord-est des États-Unis. Cette activité est pratiquée à l'origine par des hommes blancs encourageant leurs équipes sportives, notamment celles de football américain. Les supporter des équipes en présence se battant régulièrement lors des matchs, les joueurs remplaçants ont cherché à les encadrer en lançant depuis les bancs de touche des encouragements et des slogans destinés à canaliser positivement l'agressivité de la foule.
1903 voit la création de la première fraternité (Gamma Sigma) de cheerleaders. Les femmes ne se voient ouvrir les portes des équipes de cheerleaders qu'à partir de 1923. Les cheerleaders de l'université du Minnesota commencent à incorporer la gymnastique et les mouvements acrobatiques dans leurs encouragements. La première cheer flash card section est dirigée par Lindley Bothwell à l'université d'État de l'Oregon.
Dans les années 1960, ce nouveau sport, désormais plutôt féminin, s’étend à l’ensemble du pays, notamment dans les écoles secondaires.

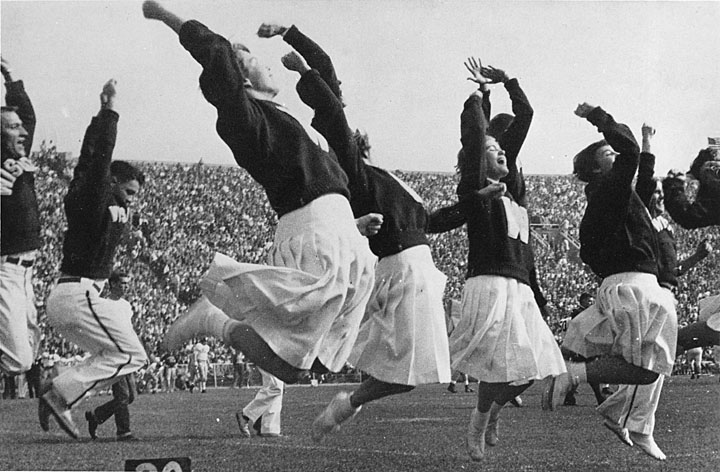
Équipe mixte de cheerleaders de l'université du Wisconsin à Madison en 1948.

En 1978, l'activité est diffusée pour la première fois à la télévision lors d’une émission sur CBS présentant un championnat,.

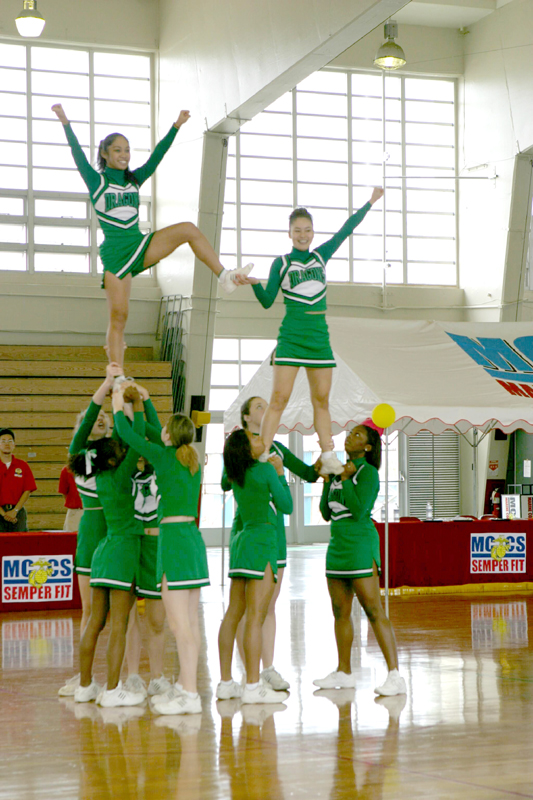
Cheerleaders s'échauffant avant une compétition.

Les années 1980 voient apparaître des figures spectaculaires (quasiment des cascades) chez les danseuses. ESPN diffuse pour la première fois la National High School Cheerleading Competition à travers tout le pays en 1983. Des organisations comme l’American Association of Cheerleading Coaches and Advisors (AACCA) appliquent des normes de sécurité afin de diminuer le nombre grandissant de blessures résultant de l'adoption de figures périlleuses. En 2003, le National Council for Spirit Safety and Education (NCSSE) est créé pour donner des cours de sécurité aux entraîneurs des écoles. Le NCAA demande d’ailleurs que les entraîneurs suivent obligatoirement des cours de sécurité de niveau national. Les programmes de cours de la NCSSE et de l'AACCA sont tous deux reconnus par la NCAA.
On estime la proportion de femmes chez les cheerleaders à 97 % mais les hommes sont néanmoins bien représentés dans les équipes pour réaliser certaines figures acrobatiques nécessitant plus de force. En 2002, on comptait 3,5 millions de cheerleaders aux États-Unis.
Actuellement, les cheerleaders sont de plus en plus décrites davantage comme des troupes professionnelles de danse que comme des troupes de supportrices s’époumonant pour leur équipe sportive, ces dernières étant plus considérées comme les pom-pom boys et pom-pom girls.

## Compétitions

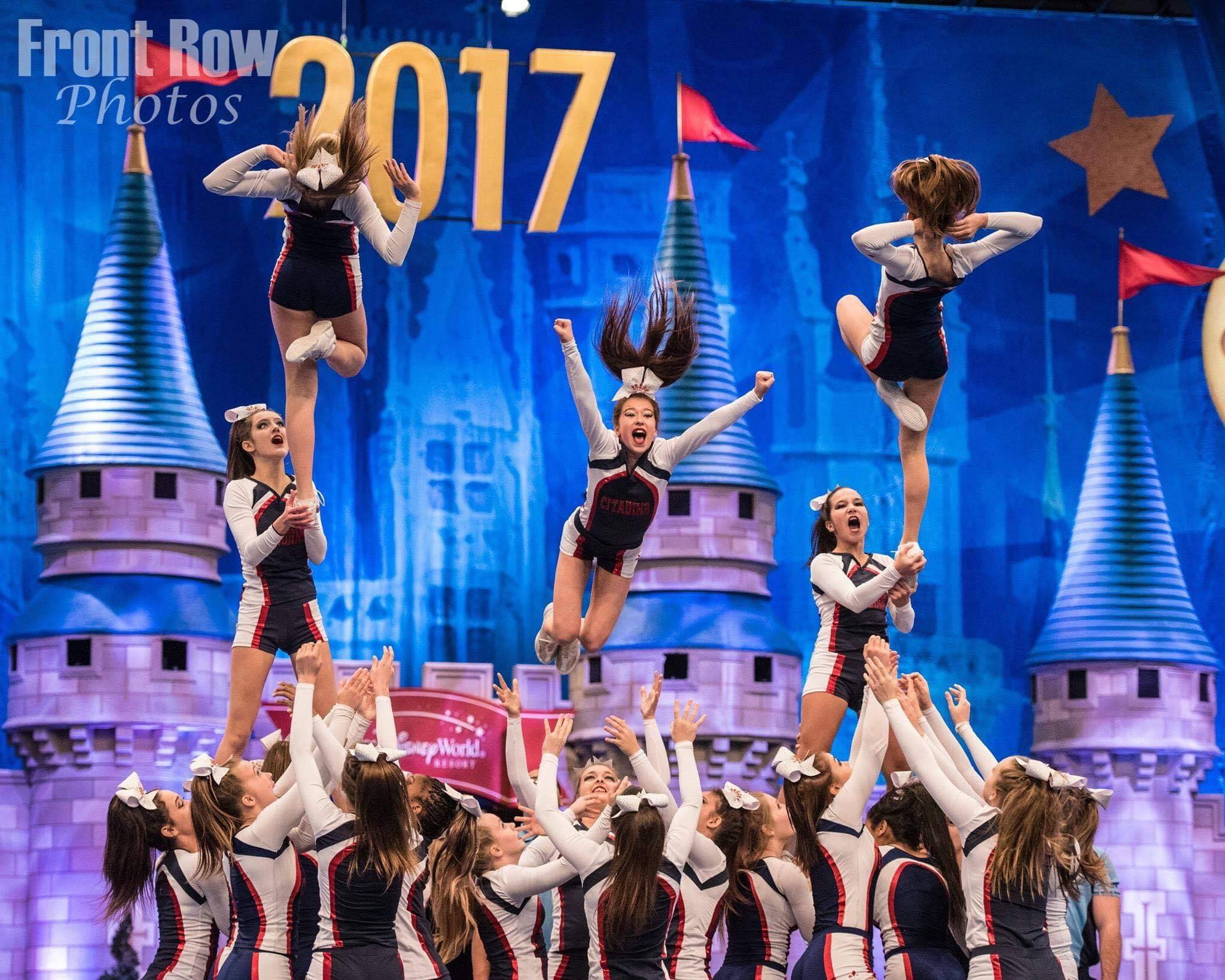
Équipe scolaire au Championnat du monde scolaire de Cheerleading en 2017

Le cheerleading compétitif est noté de façon subjective à partir de plusieurs éléments incluant les encouragements, la chorégraphie, les pyramides, les portés, les figures acrobatiques et le tumbling. La durée d'une routine est de 2 minutes 30. Chaque niveau de compétition possède son propre ensemble de règles visant à limiter les blessures.  
Le 20 juillet 2021, à Tokyo, le Comité international olympique (CIO) reconnait le cheerleading comme un sport olympique. L'International Cheer Union (ICU) pourra à l'avenir solliciter l'inclusion du cheerleading dans les futurs Jeux olympiques et Jeux olympiques multisports. L'ICU, fondée en 2004, comptant 116 pays membres en 2021, après une reconnaissance provisoire du CIO en 2016, est désormais reconnue officiellement par cette instance.
En 2022, il existe d'une part sept niveaux de compétition, le 1er étant le plus bas et le 7e le plus élevé, et d'autre part, plusieurs catégories permettant de classer les équipes. Ainsi, les équipes féminines n'entrent pas en compétition avec les équipes mixtes et les plus petites équipes ne sont pas opposées aux équipes comptant beaucoup de membres.
The Cheerleading Worlds est la compétition mondiale senior la plus importante et elle se déroule au ESPN wide world of sports complex. Plus de 500 équipes de haut niveau provenant de 18 pays (majoritairement issues du Canada et des États-Unis) y participent. Pour le niveau scolaire, des équipes provenant de différents pays participent au World School Cheerleading Championship. Pour ce qui est des équipes plus jeunes (18 ans et moins), c'est la compétition The Summit qui remplace The Cheerleading Worlds. Celle-ci se déroule au même endroit et permet aux équipes de tous les niveaux de participer à une compétition élite. 
La pratique de cette discipline est gérée pour la France par la Fédération française de football américain (FFFA) et pour le Québec, par la Fédération de Cheerleading du Québec (FCQ).

## Blessures et accidents
La pratique du cheerleading entraîne un taux élevé de blessures. Les blessures traumatiques surviennent à la suite d’un coup ou d’un impact et elles sont les plus nombreuses : lésions musculaires et ligamentaires, fractures, luxations, commotions cérébrales et lésions cervicales. Les commotions cérébrales, qui représentent plus de 31,1% de ces blessures, engendrent de nombreux problèmes de santé à long terme. Les commotions sont grandement liées aux chutes survenant lors de l’exécution des pyramides, les figures risquées nécessitant énormément de pratique et de technique. 
Les blessures traumatiques ne sont pas les seules. Plusieurs blessures peuvent survenir pour les athlètes ayant un volume d’entrainement très élevé. Les nombreuses répétitions d’une même figure ou de mouvements effectués plusieurs fois par semaine en sont la cause. De plus, comme dans n’importe quel autre sport, les athlètes peuvent toujours être exposés à des blessures beaucoup plus sérieuses : os cassés, foulures, blessures graves au dos, cou cassé.
En 2017, une jeune Montréalaise, victime d’un accident de cheerleading, est restée paralysée pendant de nombreuses semaines après avoir atterri sur le cou. Afin d'essayer d'éviter les accidents, la Fédération de Cheerleading du Québec a instauré plusieurs normes de sécurité et elle a édité un guide pour aider les entraineurs à savoir comment réagir face à une situation avec une blessure grave. Les clubs du Québec doivent également obtenir une certification « Qualité, Sécurité et Environnement » prouvant que leurs entraineurs n'ont pas d'antécédent judiciaire et qu'ils sont bien certifiés et membres de la Fédération, que leurs athlètes s'entrainent dans un environnement sécuritaire, qu'ils possèdent des installations et des équipements respectant les normes de sécurité et que les règlements concernant la sécurité sont respectés.